# Mitterlimberg
Mitterlimberg ist eine Ortschaft in der Gemeinde Wies im Bezirk Deutschlandsberg, Steiermark.
Die Ortschaft nordwestlich von Wies befindet sich auch nördlich des Tals der Weißen Sulm und wird von Steyereggbach in diese entwässert. Es gibt keinen Ort namens Mitterlimberg, jedoch die Rotten Eichegg und Kreuzberg, die Siedlung Steyeregg und die Streusiedlung Untere Kalkgrube, die zusammen die Ortschaft bilden. Am 1. Jänner 2024 zählte die Mitterlimberg 648 Einwohner.